# ネリー・ロス
ネリー・テイロー・ロス（Nellie Tayloe Ross, 1876年11月29日 - 1977年12月19日）は、アメリカ合衆国の政治家、全国初の女性州知事。ワイオミング州知事夫人（1923年 - 1924年）、ワイオミング州知事（1925年1月5日 - 1927年1月3日）、合衆国造幣局理事（1933年 - 1953年）。
全米で初めて女性参政権付与と女性州知事輩出を成し遂げたことから、ワイオミング州は「平等州」と呼ばれることがある。

## 生い立ち
ミズーリ州セント・ジョゼフ生まれ。出生時の名前はネリー・デイビス・テイロー。父はテネシー州ステュアート出身のジェイムズ・ウィン・テイロー、母はエリザベス・ブレア・グリーン。
ネリー・テイローは政治と無縁の独身時代を過ごした。彼女は教師養成学校に二年間通った後、ネブラスカ州オマハの幼稚園で働く平凡な女性であった。しかし、テネシー州ドーバーに住む親戚を訪れた際、若い法律家ウィリアム・ロスと出会ったことで、後の人生を大きく変えることになる。
1902年9月11日、ネリー・テイローはウィリアム・ロスと結婚し改姓、この時から本名がネリー・テイロー・ロスとなる。夫が西部で弁護士業を始めることを決意し、夫妻はワイオミング州シャイアンに引っ越した。夫は弁護士として成功し、夫妻は4人の子供に恵まれた。

## 州知事夫人から州知事に
ウィリアム・ロスは間もなくワイオミング州の民主党の指導的立場に就き、選挙に出馬するようになる。彼は何度か落選を経験するも、1922年のワイオミング州知事選挙で勝利した。しかし、1924年10月2日、彼は任期半ばにして、虫垂炎手術後の合併症により48歳で死去した。そこで、民主党は寡婦となったネリー・ロスに、翌月の特別選挙に州知事候補として出馬し、亡夫を継ぐよう推薦した。ネリー・ロスは選挙運動を拒んだが、1924年11月4日の選挙で難なく当選。1925年1月5日、彼女は合衆国の歴史上初めての女性州知事となる。
州知事としての彼女は、減税、貧農への補助、金融機関改革、子供や女性労働者や鉱山労働者の保護法等、夫の政策を引き続き実行。児童労働を禁止する連邦修正条項が保留されていたが、これをワイオミング州が批准するよう促した。夫と同じように、彼女も禁酒法強化を訴えた。

## 州知事退任後
ネリー・ロスは1926年の選挙にも出馬したが、僅差で敗れた。その敗因は、彼女が再び選挙運動を拒否したことと、禁酒法を支持したことにもあった。しかしながら、彼女は民主党にて活動を続け、1928年の大統領選挙ではアル・スミス候補のために運動する。民主党の副代表も務めた。
フランクリン・ローズベルトが大統領になると、ネリー・ロスは女性として初の合衆国造幣局理事となる。彼女は理事として1933年5月3日から5期を勤め、ホワイトハウスの主が共和党の大統領に変わった1953年に引退した。この造幣局時代のロスを支えたのは、ロスの補佐官となり当時の女性として最高位の公務員にまで昇り詰めたメアリー・マーガレット・オライリーだった。女性2人が当時の造幣局を牛耳っていたこととなり、前例の無いことだった。

## 余生
引退後、ネリー・ロスは女性向け雑誌に寄稿を惜しまなかった。また、各地に赴き公演した。彼女が生きて最後にワイオミングの地を踏んだのは、1972年、96歳のときであった。1977年暮れ、彼女はワシントンにて101歳で亡くなり、ワイオミング州シャイアンのレイクビュー墓地にある一族の墓に埋葬された。